# Tragia subhastata
Tragia subhastata är en törelväxtart som beskrevs av Eduard Friedrich Poeppig. Tragia subhastata ingår i släktet Tragia och familjen törelväxter.
Artens utbredningsområde är Peru. Inga underarter finns listade i Catalogue of Life.